# 亚洲冬季运动会短道速滑奖牌得主列表
这是1986年至2017年亚洲冬季运动会短道速滑奖牌得主的名单。

## 男子

### 500米
| 項目          | 金牌                   | 金牌   | 银牌                   | 银牌   | 铜牌                   | 铜牌     |
| 1986 札幌     | 杉尾憲一 · 日本（JPN） | 47.83  | 河合季信 · 日本（JPN） | 47.84  | 金昌焕 · 朝鲜（PRK）   | 48.06    |
| 1990 札幌     | 王强 · 中国（CHN）     | 46.01  | 金琪焄 · 韩国（KOR）   | 46.17  | 王全军 · 中国（CHN）   | 46.20    |
| 1996 哈尔滨   | 李佳军 · 中国（CHN）   | 43.87  | 金东圣 · 韩国（KOR）   | 44.61  | 张洪波 · 中国（CHN）   | 44.69    |
| 1999 江原道   | 李浚焕 · 韩国（KOR）   | 45.542 | 冯凯 · 中国（CHN）     | 52.271 | 寺尾悟 · 日本（JPN）   | 1:20.960 |
| 2003 青森     | 李佳军 · 中国（CHN）   | 43.082 | 西谷岳文 · 日本（JPN） | 43.231 | 宋锡雨 · 韩国（KOR）   | 43.389   |
| 2007 长春     | 胡澤 · 中国（CHN）     | 42.042 | 宋炅泽 · 韩国（KOR）   | 42.167 | 李野 · 中国（CHN）     | 56.119   |
| 2011 阿斯塔纳 | 梁文豪 · 中国（CHN）   | 41.983 | 藤本貴大 · 日本（JPN） | 42.124 | 坂诘良介 · 日本（JPN） | 42.543   |
| 2017 札幌     | 武大靖 · 中国（CHN）   | 40.764 | 徐怡拉 · 韩国（KOR）   | 40.842 | 朴世暎 · 韩国（KOR）   | 41.182   |
| 2025 哈尔滨   | 林孝埈 · 中国（CHN）   | 41.150 | 朴智元 · 韩国（KOR）   | 41.398 | 张成宇 · 韩国（KOR）   | 41.442   |

### 1000米
| 項目          | 金牌                   | 金牌     | 银牌                   | 银牌     | 铜牌                   | 铜牌     |
| 1986 札幌     | 赤坂雄一 · 日本（JPN） | 1:42.36  | 石原辰义 · 日本（JPN） | 1:42.55  | 金昌焕 · 朝鲜（PRK）   | 1:43.02  |
| 1990 札幌     | 金琪焄 · 韩国（KOR）   | 1:43.26  | 李元浩 · 朝鲜（PRK）   | 1:43.50  | 权英哲 · 韩国（KOR）   | 1:43.97  |
| 1996 哈尔滨   | 蔡智薰 · 韩国（KOR）   | 1:32.89  | 宋在根 · 韩国（KOR）   | 1:33.16  | 金东圣 · 韩国（KOR）   | 1:33.17  |
| 1999 江原道   | 冯凯 · 中国（CHN）     | 1:37.194 | 金东圣 · 韩国（KOR）   | 1:37.364 | 今井英人 · 日本（JPN） | 1:37.609 |
| 2003 青森     | 安贤洙 · 韩国（KOR）   | 1:31.142 | 李野 · 中国（CHN）     | 1:31.202 | 寺尾悟 · 日本（JPN）   | 1:43.499 |
| 2007 长春     | 安贤洙 · 韩国（KOR）   | 1:29.085 | 金炫坤 · 韩国（KOR）   | 1:29.163 | 隋寶庫 · 中国（CHN）   | 1:29.299 |
| 2011 阿斯塔纳 | 宋伟龙 · 中国（CHN）   | 1:29.353 | 上村大辅 · 日本（JPN） | 2:00.916 | 成始柏 · 韩国（KOR）   | 2:41.236 |
| 2017 札幌     | 徐怡拉 · 韩国（KOR）   | 1:24.097 | 辛达吾 · 韩国（KOR）   | 1:24.119 | 渡邊啓太 · 日本（JPN） | 1:24.395 |
| 2025 哈尔滨   | 张成宇 · 韩国（KOR）   | 1:28.304 | 朴智元 · 韩国（KOR）   | 1:28.829 | 刘少昂 · 中国（CHN）   | 1:28.905 |

### 1500米
| 項目          | 金牌                   | 金牌     | 银牌                   | 银牌     | 铜牌                   | 铜牌     |
| 1986 札幌     | 河合季信 · 日本（JPN） | 2:37.93  | 石原辰义 · 日本（JPN） | 2:37.98  | 金琪焄 · 韩国（KOR）   | 2:38.50  |
| 1990 札幌     | 金琪焄 · 韩国（KOR）   | 2:33.50  | 李准镐 · 韩国（KOR）   | 2:33.70  | 杉尾憲一 · 日本（JPN） | 2:35.84  |
| 1996 哈尔滨   | 李佳军 · 中国（CHN）   | 2:30.32  | 蔡智薰 · 韩国（KOR）   | 2:30.50  | 李浚焕 · 韩国（KOR）   | 2:30.55  |
| 1999 江原道   | 金东圣 · 韩国（KOR）   | 2:11.372 | 冯凯 · 中国（CHN）     | 2:12.137 | 李浚焕 · 韩国（KOR）   | 2:12.287 |
| 2003 青森     | 安贤洙 · 韩国（KOR）   | 2:30.354 | 李佳军 · 中国（CHN）   | 2:30.405 | 李承宰 · 韩国（KOR）   | 2:30.607 |
| 2007 长春     | 隋宝库 · 中国（CHN）   | 2:20.590 | 安贤洙 · 韩国（KOR）   | 2:20.679 | 李野 · 中国（CHN）     | 2:21.131 |
| 2011 阿斯塔纳 | 卢珍圭 · 韩国（KOR）   | 2:18.998 | 严天颢 · 韩国（KOR）   | 2:19.337 | 刘显伟 · 中国（CHN）   | 2:19.622 |
| 2017 札幌     | 朴世暎 · 韩国（KOR）   | 2:34.036 | 武大靖 · 中国（CHN）   | 2:34.206 | 李政洙 · 韩国（KOR）   | 2.34.356 |
| 2025 哈尔滨   | 朴智元 · 韩国（KOR）   | 2:16.927 | 林孝埈 · 中国（CHN）   | 2:16.956 | 张成宇 · 韩国（KOR）   | 2:17.057 |

### 3000米
| 項目        | 金牌                   | 金牌     | 银牌                   | 银牌     | 铜牌                 | 铜牌     |
| 1986 札幌   | 赤坂雄一 · 日本（JPN） | 5:58.93  | 石原辰义 · 日本（JPN） | 6:00.06  | 罗恩燮 · 韩国（KOR） | 6:04.61  |
| 1990 札幌   | 河合修二 · 日本（JPN） | 5:33.15  | 李准镐 · 韩国（KOR）   | 5:33.17  | 植松纯 · 日本（JPN） | 5:33.18  |
| 1996 哈尔滨 | 蔡智薰 · 韩国（KOR）   | 4:57.03  | 金东圣 · 韩国（KOR）   | 4:58.61  | 宋在根 · 韩国（KOR） | 5:06.07  |
| 1999 江原道 | 金东圣 · 韩国（KOR）   | 6:12.572 | 李浚焕 · 韩国（KOR）   | 6:12.933 | 袁野 · 中国（CHN）   | 6:14.309 |
| 2003 青森   | 宋锡雨 · 韩国（KOR）   | 5:06.313 | 李承宰 · 韩国（KOR）   | 5:06.422 | 李佳军 · 中国（CHN） | 5:06.982 |

### 5000米接力
| 項目          | 金牌 | 金牌     | 银牌                                                                                          | 银牌     | 铜牌 | 铜牌     |
| 1990 札幌     | 韩国（KOR） · 金琪焄 · 权英哲 · 李准镐 · 牟智洙                                                                                                 | 7:39.29  | 日本（JPN）                                                                                   | 7:40.44  | 中国（CHN） | 7:43.02  |
| 1996 哈尔滨   | 韩国（KOR） · 金东圣 · 李浚焕 · 蔡智薰 · 金善台                                                                                                 | 7:10.83  | 日本（JPN） · 今井英人 · 小寺武大 · 寺尾悟 · 横山秀治                                         | 7:11.43  | 中国（CHN） · 冯凯 · 李佳军 · 马延君 · 张洪波                                                                     | 7:23.74  |
| 1999 江原道   | 中国（CHN） · 李佳军 · 冯凯 · 安玉龙 · 袁野 | 7:29.960 | 日本（JPN） · 小寺武大 · 寺尾悟 · 植松仁 · 今井英人                                           | 7:30.672 | 韩国（KOR） · 金东圣 · 李浚焕 · 李浩应 · 金善台                                                                   | 7:30.845 |
| 2003 青森     | 韩国（KOR） · 安贤洙 · 宋锡雨 · 吴世种 · 李承宰 · 吕俊亨                                                                                        | 7:04.009 | 中国（CHN） · 李野 · 郭伟 · 李佳军 · 李蒿楠 · 刘英宝                                          | 7:04.039 | 日本（JPN） · 西谷岳文 · 寺尾悟 · 有野美治 · 末吉隼人 · 池智則                                                    | 7:18.344 |
| 2007 长春     | 韩国（KOR） · 安贤洙 · 李昊锡 · 宋炅泽 · 金炫坤 · 金秉俊                                                                                        | 6:44.839 | 中国（CHN） · 李野 · 隋寶庫 · 胡泽 · 刘晓亮 · 王洪洋                                          | 6:52.078 | 日本（JPN） · 寺尾悟 · 坂下里士 · 田上真一 · 伊藤润二                                                             | 6:56.422 |
| 2011 阿斯塔纳 | 韩国（KOR） · 李昊锡 · 卢珍圭 · 成始柏 · 金秉俊 · 严天颢                                                                                        | 6:44.705 | 日本（JPN） · 高御堂雄三 · 上村大辅 · 坂诘良介 · 藤本隆宏                                     | 6:54.268 | （KAZ） · Aidar Bekzhanov · Artur Sultangaliyev · Nurbergen Zhumagaziyev · 阿布扎尔·阿日加利耶夫 · Fedor Andreyev | 7:06.225 |
| 2017 札幌     | 中国（CHN） · 武大靖 · 韩天宇 · 许宏志 · 任子威 · 石竟男                                                                                        | 7:01.983 | 韩国（KOR） · 李政洙 · 徐怡拉 · 辛达吾 · 朴世暎 · 韩昇秀                                      | 7:02.703 | 日本（JPN） · 横山大希 · 吉永一贵 · 渡邊啓太 · 坂爪亮介 · 村武隆之                                                | 7:02.909 |
| 2025 哈尔滨   | （KAZ） · Gleb Ivchenko · 丹尼斯·尼基沙 · Mersaid Zhaxybayev · 阿迪勒·加利亚赫梅托夫 · Aibek Nassen（半决赛） · 阿布扎尔·阿日加利耶夫（半决赛） | 6:59.415 | 日本（JPN） · 斋藤骏 · 越智大翔 · 松津秀太 · 古川翼 · 入江旺介（半决赛） · 菊池耕太（半决赛） | 7:03.010 | 中国（CHN） · 刘少昂 · 林孝埈 · 孙龙 · 刘少林 · 朱祎玎（半决赛） · 李文龙（半决赛）                               | 7:03.909 |

## 女子

### 500米
| 項目          | 金牌                     | 金牌   | 银牌                     | 银牌   | 铜牌                   | 铜牌   |
| 1986 札幌     | 狮子井英子 · 日本（JPN） | 51.44  | 山田由美子 · 日本（JPN） | 51.63  | 林贤淑 · 韩国（KOR）   | 52.18  |
| 1990 札幌     | 王秀兰 · 中国（CHN）     | 48.80  | 张艳梅 · 中国（CHN）     | 48.96  | 郑春阳 · 中国（CHN）   | 55.45  |
| 1996 哈尔滨   | 王春露 · 中国（CHN）     | 46.55  | 孙丹丹 · 中国（CHN）     | 46.67  | 杨阳 · 中国（CHN）     | 47.14  |
| 1999 江原道   | 杨扬 · 中国（CHN）       | 45.490 | 崔敏敬 · 韩国（KOR）     | 45.531 | 孙丹丹 · 中国（CHN）   | 45.576 |
| 2003 青森     | 杨扬 · 中国（CHN）       | 46.141 | 王濛 · 中国（CHN）       | 46.242 | 李香美 · 朝鲜（PRK）   | 46.323 |
| 2007 长春     | 王濛 · 中国（CHN）       | 43.869 | 付天余 · 中国（CHN）     | 44.060 | 朱米樂 · 中国（CHN）   | 44.159 |
| 2007 长春     | 王濛 · 中国（CHN）       | 43.869 | 付天余 · 中国（CHN）     | 44.060 | 边千思 · 韩国（KOR）   | 45.278 |
| 2011 阿斯塔纳 | 刘秋宏 · 中国（CHN）     | 43.964 | 范可新 · 中国（CHN）     | 44.070 | 酒井裕唯 · 日本（JPN） | 44.399 |
| 2017 札幌     | 臧一泽 · 中国（CHN）     | 43.911 | 伊藤亚由子 · 日本（JPN） | 44.236 | 崔珉禎 · 韩国（KOR）   | 44.819 |
| 2025 哈尔滨   | 崔珉禎 · 韩国（KOR）     | 43.016 | 金桔里 · 韩国（KOR）     | 43.105 | 李素妍 · 韩国（KOR）   | 43.203 |

### 1000米
| 項目          | 金牌                   | 金牌     | 银牌                 | 银牌     | 铜牌                       | 铜牌     |
| 1986 札幌     | 竹内洋美 · 日本（JPN） | 1:49.24  | 刘富元 · 韩国（KOR） | 1:49.26  | 李铉廷 · 韩国（KOR）       | 1:49.63  |
| 1990 札幌     | 王秀兰 · 中国（CHN）   | 1:49.36  | 李铉廷 · 韩国（KOR） | 1:49.42  | 全利卿 · 韩国（KOR）       | 1:49.55  |
| 1996 哈尔滨   | 全利卿 · 韩国（KOR）   | 1:38.19  | 元蕙敬 · 韩国（KOR） | 1:38.60  | 勅使川原郁惠 · 日本（JPN） | 1:38.63  |
| 1999 江原道   | 杨扬 · 中国（CHN）     | 1:45.516 | 王春露 · 中国（CHN） | 1:45.565 | 金润美 · 韩国（KOR）       | 1:45.852 |
| 2003 青森     | 杨扬 · 中国（CHN）     | 1:33.302 | 付天余 · 中国（CHN） | 1:33.380 | 赵海利 · 韩国（KOR）       | 1:33.451 |
| 2007 长春     | 陈善有 · 韩国（KOR）   | 1:33.042 | 王濛 · 中国（CHN）   | 1:33.115 | 郑恩朱 · 韩国（KOR）       | 1:33.143 |
| 2011 阿斯塔纳 | 朴胜羲 · 韩国（KOR）   | 1:33.343 | 赵海利 · 韩国（KOR） | 1:33.622 | 刘秋宏 · 中国（CHN）       | 1:33.903 |
| 2017 札幌     | 沈锡希 · 韩国（KOR）   | 1:30.376 | 崔珉禎 · 韩国（KOR） | 1:30.451 | 菊池纯礼 · 日本（JPN）     | 1:30.544 |
| 2025 哈尔滨   | 崔珉禎 · 韩国（KOR）   | 1:29.637 | 金桔里 · 韩国（KOR） | 1:29.739 | 张楚桐 · 中国（CHN）       | 1:29.836 |

### 1500米
| 項目          | 金牌                     | 金牌     | 银牌                   | 银牌     | 铜牌                   | 铜牌     |
| 1986 札幌     | 木下真理子 · 日本（JPN） | 2:48.14  | 竹内洋美 · 日本（JPN） | 2:48.33  | 刘富元 · 韩国（KOR）   | 2:48.34  |
| 1990 札幌     | 金昭希 · 韩国（KOR）     | 2:40.23  | 张艳梅 · 中国（CHN）   | 2:40.62  | 李琰 · 中国（CHN）     | 2:42.86  |
| 1996 哈尔滨   | 杨扬 · 中国（CHN）       | 2:28.93  | 全利卿 · 韩国（KOR）   | 2:28.93  | 金润美 · 韩国（KOR）   | 2:29.02  |
| 1999 江原道   | 金润美 · 韩国（KOR）     | 2:28.637 | 杨扬 · 中国（CHN）     | 2:29.648 | 杨阳 · 中国（CHN）     | 2:31.648 |
| 2003 青森     | 崔恩景 · 韩国（KOR）     | 2:21.707 | 赵海利 · 韩国（KOR）   | 2:21.771 | 高基铉 · 韩国（KOR）   | 2:21.882 |
| 2007 长春     | 郑恩朱 · 韩国（KOR）     | 2:24.089 | 陈善有 · 韩国（KOR）   | 2:24.124 | 王濛 · 中国（CHN）     | 2:24.408 |
| 2011 阿斯塔纳 | 赵海利 · 韩国（KOR）     | 2:38.442 | 朴胜羲 · 韩国（KOR）   | 2:38.621 | 樱井美马 · 日本（JPN） | 2:38.724 |
| 2017 札幌     | 崔珉禎 · 韩国（KOR）     | 2:29.416 | 沈锡希 · 韩国（KOR）   | 2:29.569 | 郭奕含 · 中国（CHN）   | 2:30.017 |
| 2025 哈尔滨   | 金桔里 · 韩国（KOR）     | 2:23.781 | 公俐 · 中国（CHN）     | 2:23.884 | 臧一泽 · 中国（CHN）   | 2:23.965 |

### 3000米
| 項目        | 金牌                     | 金牌     | 银牌                   | 银牌     | 铜牌                   | 铜牌     |
| 1986 札幌   | 狮子井英子 · 日本（JPN） | 5:51.02  | 刘富元 · 韩国（KOR）   | 5:51.08  | 竹内洋美 · 日本（JPN） | 5:51.19  |
| 1990 札幌   | 张艳梅 · 中国（CHN）     | 6:40.38  | 朝井幸子 · 日本（JPN） | 6:40.46  | 李京熙 · 朝鲜（PRK）   | 6:41.95  |
| 1996 哈尔滨 | 金润美 · 韩国（KOR）     | 5:09.75  | 元蕙敬 · 韩国（KOR）   | 5:11.97  | 全利卿 · 韩国（KOR）   | 5:12.70  |
| 1999 江原道 | 金文贞 · 韩国（KOR）     | 5:04.510 | 王春露 · 中国（CHN）   | 5:08.608 | 崔敏敬 · 韩国（KOR）   | 5:20.750 |
| 2003 青森   | 杨扬 · 中国（CHN）       | 5:06.972 | 崔恩景 · 韩国（KOR）   | 5:07.793 | 金敏智 · 韩国（KOR）   | 5:08.041 |

### 3000米接力
| 項目          | 金牌                                                                                | 金牌     | 银牌 | 银牌     | 铜牌                                                                                              | 铜牌     |
| 1990 札幌     | 中国（CHN） · 张艳梅 · 王秀兰 · 郑春阳 · 李琰                                       | 4:44.30  | 韩国（KOR） · 全利卿 · 金昭希 · 李铉廷 · 李允淑                                                                                      | 4:56.22  | 日本（JPN）                                                                                       | 4:56.52  |
| 1996 哈尔滨   | 中国（CHN） · 孙丹丹 · 王春露 · 杨扬 · 杨阳                                         | 4:23.13  | 韩国（KOR） · 安尚美 · 金昭希 · 金润美 · 元蕙敬                                                                                      | 4:24.62  | 日本（JPN） · 勅使川原郁惠 · 村冈美和子 · 小泽幸 · 山田乃玞子                                     | 4:33.91  |
| 1999 江原道   | 韩国（KOR） · 金润美 · 崔敏敬 · 金文贞 · 安尚美                                     | 4:27.840 | 日本（JPN） · 神野由佳 · 田中千景 · 高田贵子 · 八木小百合                                                                            | 4:28.330 | —                                                                                                 | —        |
| 2003 青森     | 韩国（KOR） · 朱敏真 · 崔恩景 · 金敏智 · 赵海利                                     | 4:26.759 | 朝鲜（PRK） · 李香美 · 尹贞淑 · 郑玉明 · 文顺爱                                                                                      | 4:27.326 | 日本（JPN） · 勅使川原郁惠 · 神野由佳 · 小泽美夏 · 伊冢洋子                                       | 4:28.485 |
| 2007 长春     | 中国（CHN） · 王濛 · 付天余 · 朱米樂 · 程曉蕾 · 周洋                                | 4:13.293 | 韩国（KOR） · 陈善有 · 郑恩朱 · 金玟廷 · 边千思 · 全志秀                                                                             | 4:13.391 | 日本（JPN） · 伊藤亚由子 · 神野由佳 · 古屋由布子 · 酒井智美                                       | 4:26.020 |
| 2011 阿斯塔纳 | 中国（CHN） · 周洋 · 刘秋宏 · 范可新 · 张会 · 赵楠楠                                | 4:23.800 | 韩国（KOR） · 朴胜羲 · 赵海利 · 梁信英 · 黄铉善 · 金潭民                                                                             | 4:30.010 | （KAZ） · Inna Simonova · Xeniya Motova · Darya Volokitina · Anna Samarina                        | 4:32.011 |
| 2017 札幌     | 韩国（KOR） · 沈锡希 · 崔珉禎 · 卢都熹 · 金智有 · 金建希                            | 4:10.515 | 中国（CHN） · 范可新 · 曲春雨 · 臧一泽 · 郭奕含 · 林悦                                                                               | 4:10.980 | （KAZ） · 金英雅 · 阿纳斯塔西娅·克列斯托娃 · 麦迪娜·詹布西诺娃 · 安妮塔·威尔 · 奥莉加·吉洪诺娃    | 4:20.034 |
| 2025 哈尔滨   | 中国（CHN） · 范可新 · 公俐 · 张楚桐 · 王欣然 · 臧一泽（半决赛） · 杨静茹（半决赛） | 4:11.371 | （KAZ） · 奥莉加·吉洪诺娃 · 亚娜·汗 · Alina Azhgaliyeva · Malika Yermek · Zeinep Kumarkan（半决赛） · Madina Zhanbussinova（半决赛） | 4:13.498 | 日本（JPN） · 嶋田利渚 · 石川優希 · 長森遥南 · 犬塚莉帆 · 宮下心夢（半决赛） · 島根胡桃（半决赛） | 4:13.578 |

## 混合

### 2000米混合接力
| 項目        | 金牌 | 金牌     | 银牌 | 银牌     | 铜牌 | 铜牌     |
| 2025 哈尔滨 | 韩国（KOR） · 崔珉禎 · 金桔里 · 金泰成 · 朴智元 · 张成宇（半决赛） · 金建宇（） · 卢都熹（） · 沈錫希（1/4决赛） | 2:41.534 | （KAZ） · 阿迪勒·加利亚赫梅托夫 · 亚娜·汗 · 丹尼斯·尼基沙 · Malika Yermek · Alina Azhgaliyeva（半决赛） · 阿布扎尔·阿日加利耶夫（1/4决赛） · 奥莉加·吉洪诺娃（1/4决赛） · Mersaid Zhaxybayev（1/4决赛） | 2:42.258 | 日本（JPN） · 古川翼 · 犬塚莉帆 · 斋藤骏 · 嶋田利渚 · 石川優希（半决赛） · 松津秀太（半决赛） · 菊池耕太（1/4决赛） · 宮下心夢（1/4决赛） | 2:44.058 |